# 星降る夜に…
「星降る夜に…」（ほしふるよるに）は、日本の音楽グループ・ALFEEの5作目のシングル。

## 概要
- 前作「踊り子のように」から3か月ぶりにして、アルバム『TIME AND TIDE』からの先行シングル。

## 収録曲
| 全作曲: 高見沢俊彦。 |                    |            |            |          |      |
| #                    | タイトル           | 作詞       | 作曲・編曲 | 編曲     | 時間 |
| A面.                 | 「星降る夜に…」    | 高見沢俊彦 | 高見沢俊彦 | 矢野立美 | 4:17 |
| B面.                 | 「街角のヒーロー」 | 坂崎幸之助 | 高見沢俊彦 | クニ河内 | 3:46 |

### 解説
1. 星降る夜に…
2. 街角のヒーロー

## 収録アルバム
- TIME AND TIDE (#1,2)
- THE ALFEE SINGLE HISTORY VOL.I 1979-1982 (#1,2)